# Bernhard Hay

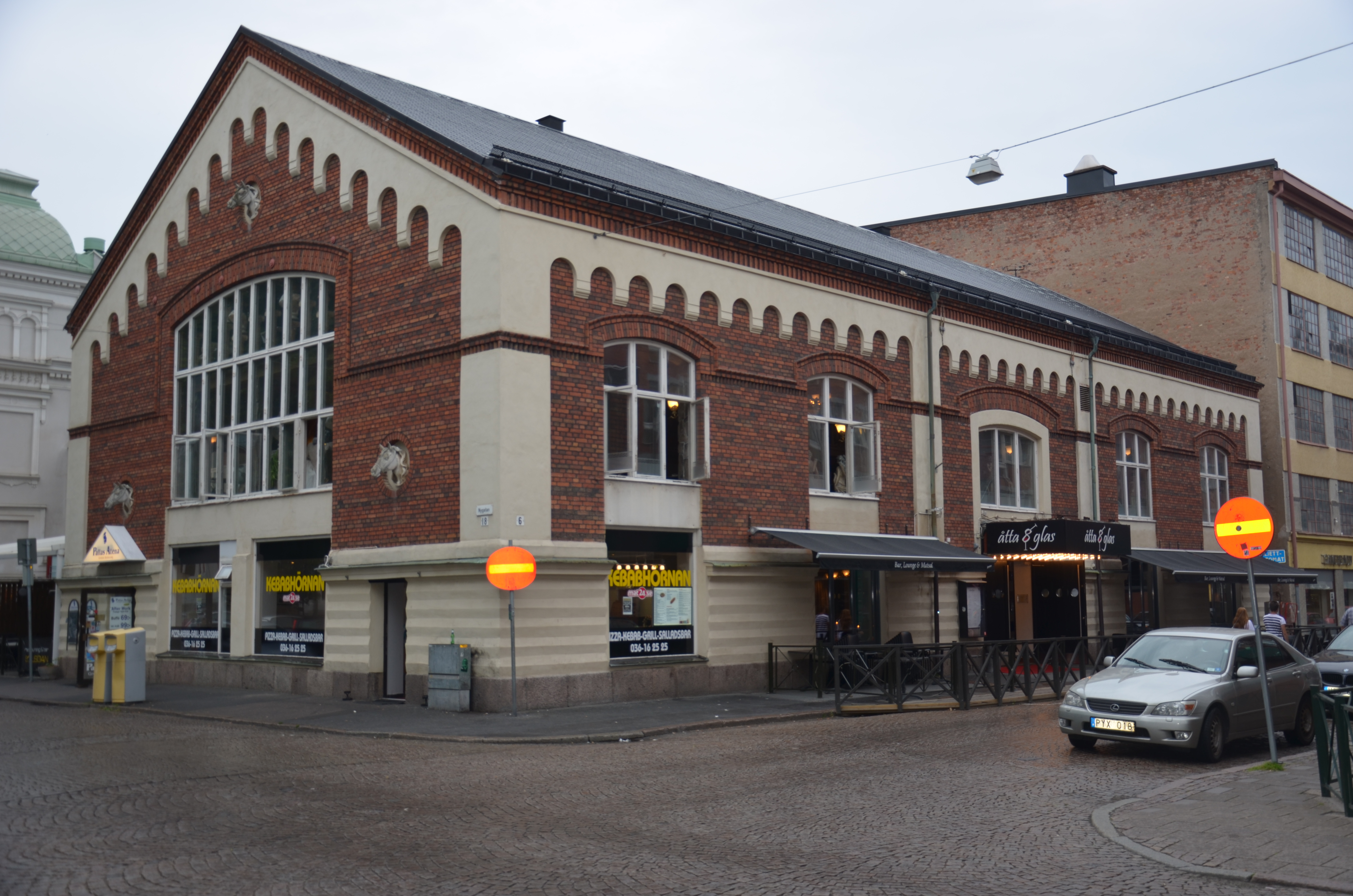
Hayska ridhuset i Jönköping

Anders Bernhard Hay [haj] (i riksdagen kallad Hay i Jönköping), född 7 januari 1835 i Varbergs församling, Hallands län, död 14 mars 1917 i Jönköpings västra församling, var en svensk industriman, godsägare och politiker. Han var gift med Clara, född Sahlström, och tillsammans hade de 9 barn som överlevde till vuxen ålder. Bland dessa kan nämnas Berndt Hay, kabinettskammarherre och direktör vid Tändsticksfabriken och Ebba Hay, en av Sveriges främsta kvinnliga tennisspelare i början på 1900-talet.
Bernhard Hay föddes år 1835 i Hayska huset i Varberg. Han genomgick utbildning vid Göteborgs handelsinstitut, anställdes 1853 vid Jönköpings Tändsticksfabrik och verkade, sedan fabrikens grundläggare Carl Frans och Johan Edvard Lundström 1862 lämnat sin på ett aktiebolag överlåtna skapelse, som detta aktiebolags ledare och fabrikens disponent 1863–1898, en period, som sammanföll med fosfortändstickornas undanträngande genom säkerhetständstickorna. Under denna tid inföll även den svenska tändsticksindustrins blomstringsperiod, och med en kraftigt ökad produktion och export blev säkerhetständstickan internationellt spridd.
Hay var ledamot av riksdagens andra kammare vid B-riksdagen 1887, invald i Jönköpings stads valkrets.